# Hydropsyche morla
Hydropsyche morla är en nattsländeart som beskrevs av Malicky och Lounaci 1987. Hydropsyche morla ingår i släktet Hydropsyche och familjen ryssjenattsländor. Inga underarter finns listade i Catalogue of Life.